# Poophagus sisymbrii
Poophagus sisymbrii är en skalbaggsart som först beskrevs av Fabricius 1777.  Poophagus sisymbrii ingår i släktet Poophagus, och familjen vivlar. Arten är reproducerande i Sverige.

## Bildgalleri

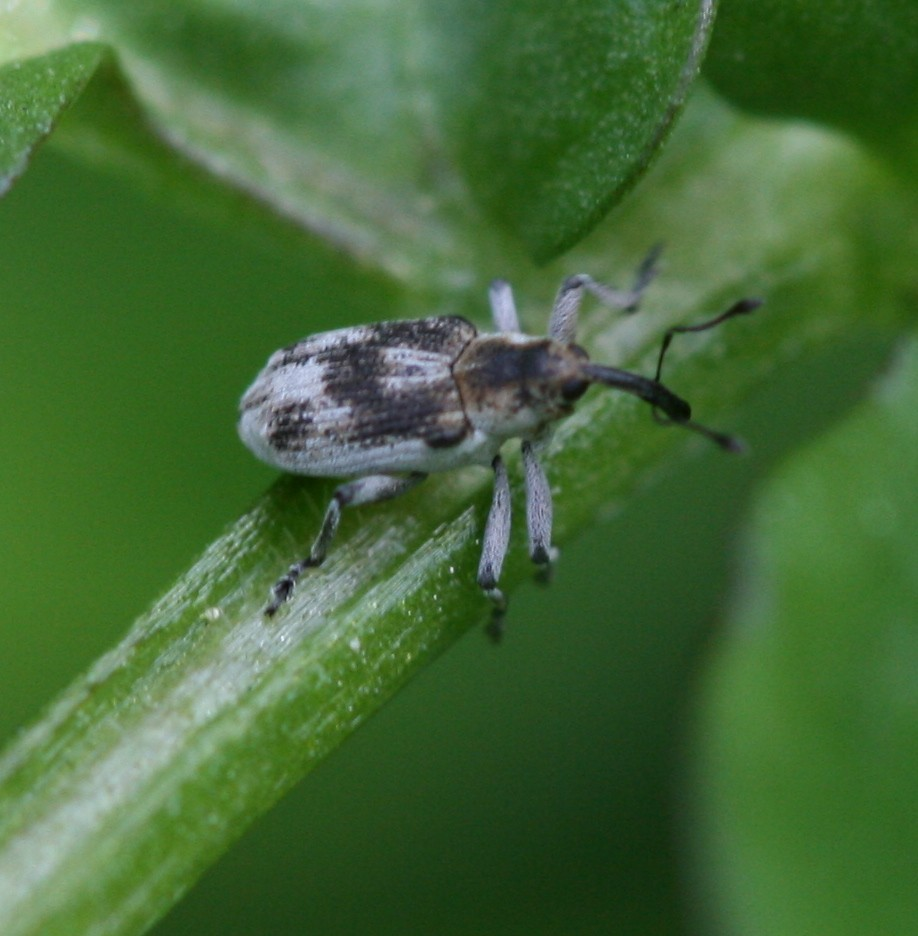
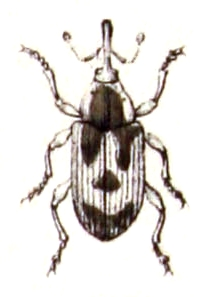